# Il silenzio/Ho bisogno di te
Il silenzio/Ho bisogno di te è un singolo di Nini Rosso, pubblicato dalla Sprint (catalogo Sp. A 5544) nel 1964.

## Il disco
Il disco racchiude due strumentali: il lato A è un riadattamento del "Silenzio fuori ordinanza" suonato nelle caserme, con la collaborazione di Willy Brezza; mentre il retro è un brano originale, composto da Nini Rosso e Berto Pisano per la colonna sonora del film Crimine a due.

## Tracce

### Lato A
1. Il silenzio – 3:03 (Trascriz.: N. Rosso - W. Brezza; edizioni musicali Peter Maurice/BIEM)

### Lato B
1. Ho bisogno di te (dal film Crimine a due) – 2:54 (N. Rosso - B. Pisano; edizioni musicali Duomo/Alfiere)